# Jan Garavaglia
Jan Garavaglia (ur. 14 września 1956 w Saint Louis) – amerykańska lekarka medycyny sądowej znana z programu dokumentalnego Doktor G – lekarz sądowy.
Jan Garavaglia uczęszczała do Lindbergh High School, którą ukończyła w 1974. Po otrzymaniu dyplomu lekarza w 1988 rozpoczęła pracę eksperta medycznego. Jest autorką książki Jak nie umrzeć. Opowieści patologa sądowego.
W latach 1980–2006 była żoną Kevina Kowaleskiego. W 2006 para rozwiodła się, mają dwóch synów. Jej obecnym mężem jest Mark Wallace (od 2007), którego poznała w szkole medycznej.
W latach 1988–2015 pracowała jako medyk sądowy.